# 948 Jucunda
948 Jucunda este un asteroid din centura principală, descoperit pe 3 martie 1921, de Karl Reinmuth.